# 徐詳
徐詳（2世纪—3世纪），字子明，吳郡烏程縣（今浙江省湖州市）人。東吳侍中。

## 生平
孫權任將軍時，定都在京口，徵召胡綜任書部，與是儀和徐詳共掌機密事項。劉備出兵至白帝城，孫權見現有兵力少，於是派胡綜到各縣徵兵，徵得六千人，建立解煩兵左、右兩部，徐詳領左部督，胡綜領右部督。
建安二十二年（公元217年）春，孫權命時任都尉兼少府的徐詳向曹操請降，曹操派使者回復孫權，同意修好並立誓重新結爲姻親。
建安二十六年（公元221年），曹丕冊封孫權為吳王，胡綜、是儀、徐詳都被封爵亭侯。
黃龍元年（公元229年），孫權建都建業，徐詳、胡綜都被任命為侍中，進封爲鄉侯，兼任左、右領軍。先胡綜逝世（243年）。
孫權為吳王時，設置節度官，掌管軍糧，最初由侍中偏將軍的徐詳擔任此職，徐詳去世後，由諸葛恪接任。

## 評價
- 陳壽：是儀、徐詳、胡綜，皆孫權之時干興事業者也。儀清恪貞素，詳數通使命，綜文采才用，各見信任，譬之廣夏，其榱椽之佐乎！

## 延伸阅读
[在维基数据编辑]
 《三國志·卷62》，出自陳壽《三國志》